# Gilford
Gilford és una població dels Estats Units a l'estat de Nou Hampshire. Segons el cens del 2000 tenia 6.803 habitants.

## Demografia
Segons el cens del 2000, Gilford tenia 6.803 habitants, 2.766 habitatges, i 2.019 famílies. La densitat de població era de 67,4 habitants per km².
Dels 2.766 habitatges en un 30,8% hi vivien nens de menys de 18 anys, en un 61,9% hi vivien parelles casades, en un 8,1% dones solteres, i en un 27% no eren unitats familiars. En el 21,7% dels habitatges hi vivien persones soles el 9% de les quals corresponia a persones de 65 anys o més que vivien soles. El nombre mitjà de persones vivint en cada habitatge era de 2,46 i el nombre mitjà de persones que vivien en cada família era de 2,85.
Per edats la població es repartia de la següent manera: un 23,7% tenia menys de 18 anys, un 4,4% entre 18 i 24, un 25,4% entre 25 i 44, un 29,6% de 45 a 60 i un 16,8% 65 anys o més.
L'edat mediana era de 43 anys. Per cada 100 dones de 18 o més anys hi havia 89,8 homes.
La renda mediana per habitatge era de 48.658$ i la renda mediana per família de 56.554$. Els homes tenien una renda mediana de 38.839$ mentre que les dones 27.325$. La renda per capita de la població era de 32.667$. Entorn del 2,2% de les famílies i el 3,3% de la població estaven per davall del llindar de pobresa.